# Reifengröße

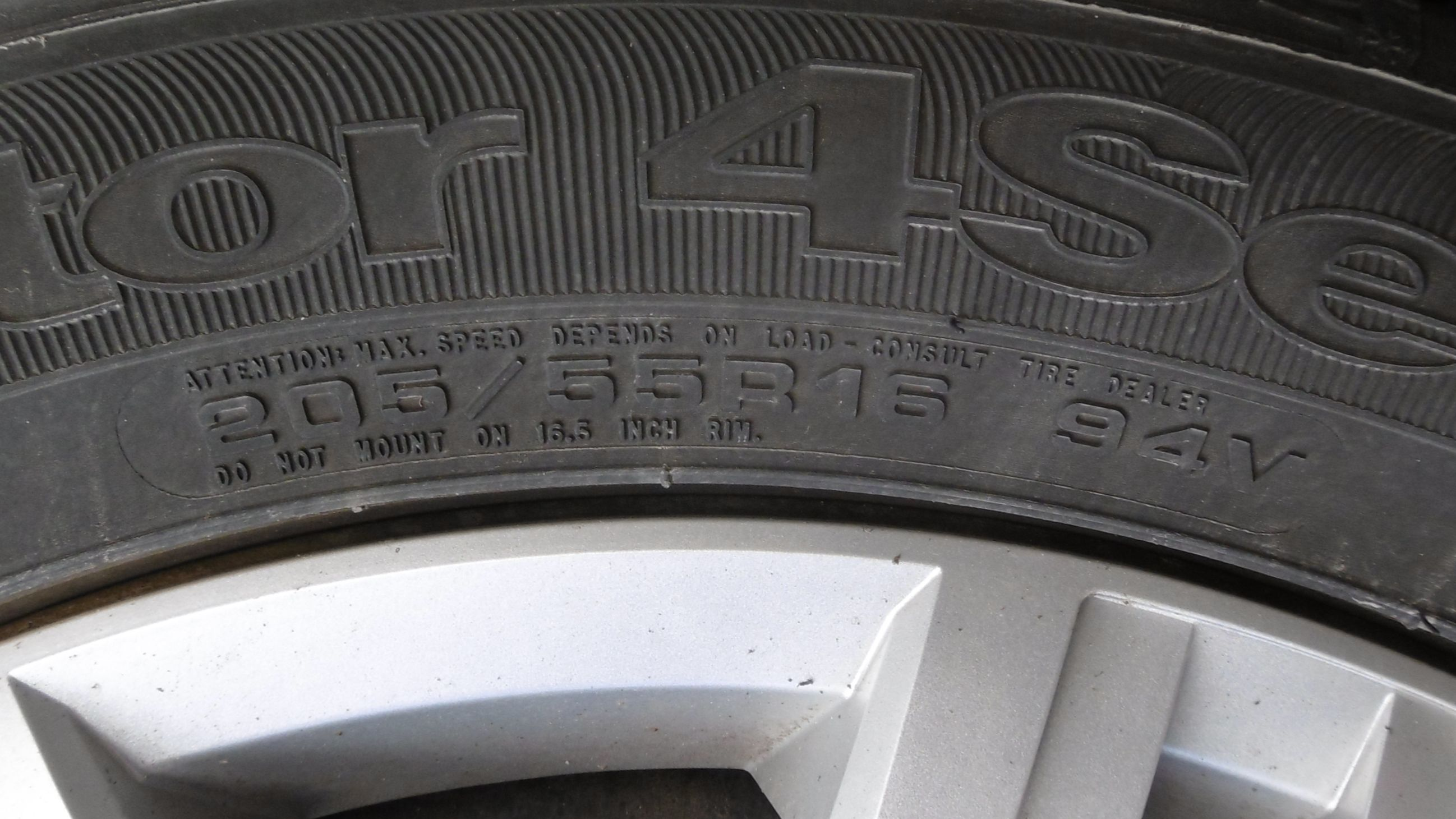
Beispiel: 205/55R16 94V

Breite, Verhältnis, Felge

Die Reifengröße bezeichnet die mechanischen Abmessungen mit den Größen: Reifenbreite, prozentuales Verhältnis von Flankenhöhe und Laufflächenbreite, sowie den Durchmesser der dazu passenden Felge. Bei  Gürtelreifen wird die Reifenbreite in mm angegeben, bei den älteren Diagonalreifen in Zoll, der Felgendurchmesser immer in Zoll, außer bei TRX-Reifen (1 Zoll = 2,54 cm). Zusätzlich angegeben ist meist noch die Bauart, der Tragfähigkeitsindex und die zulässige Höchstgeschwindigkeit.

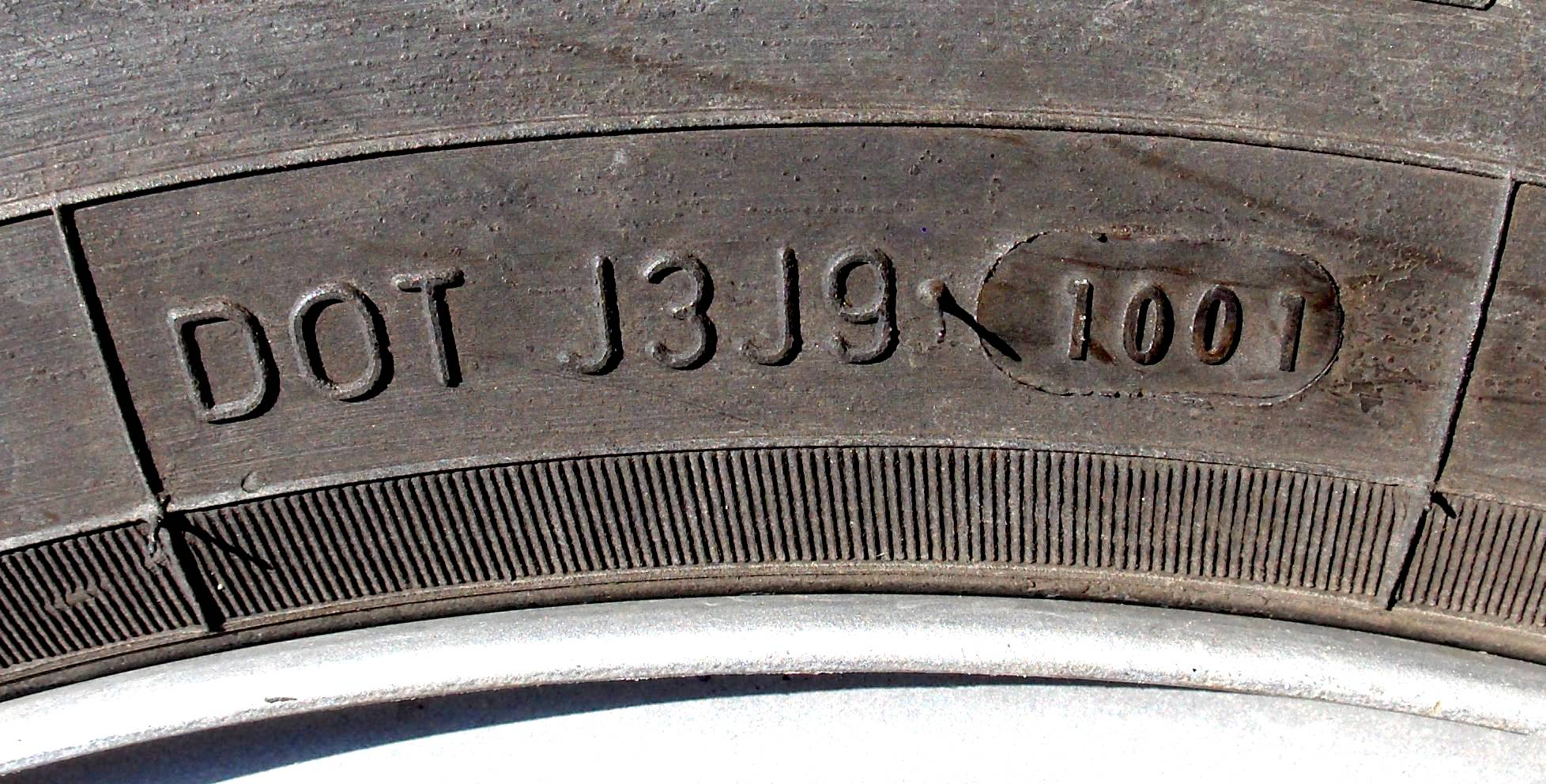
DOT-Nummer: Woche und Jahr

Die 4-stellige DOT-Nummer bezeichnet das Herstellungsdatum eines Reifens. Die letzten zwei Ziffern bedeuten das Jahr, die ersten zwei die Kalenderwoche.